# 日月潭氣象站
日月潭氣象站位於臺灣南投縣魚池鄉水社村，小百岳猫囒山上，為交通部中央氣象署轄下的四等氣象測報機構之一，氣象站座落位置可遠觀日月潭全景，交通部觀光署日月潭國家風景區管理處，將日月潭氣象站規劃為觀光景點。日月潭氣象站也是玉山、阿里山、竹子湖等在內，氣象署為觀察臺灣本島不同海拔高度氣象變化所設置的山區四座氣象站之一。

## 沿革

### 日治時期
日月潭氣象站成立於臺灣日治時期昭和15年（1940年）11月，臺灣總督府為開發臺灣與日本內地航空交通事業，於臺灣各地設立多座氣象測候所，其中日本人相中猫囒山頂，設立臺灣總督府氣象臺貓囒山出張所，建設初期僅配置三名駐站人員從事氣象觀測，並且因僅有一棟風力塔建築，因此人員均以現茶業改良場魚池分場的辦公廳舍兼做行政與宿舍之用。於戰爭末期貓囒山出張所升格，並改名為日月潭測候所。

### 戰後至今
1945年第二次世界大戰戰後氣象台日月潭測候所由臺灣省氣象局接收繼續觀測，並改隸為臺灣省氣象局日月潭測候所，1948年因應氣象局降格為氣象所，日月潭測候所全銜更改，站名無變更，1951年12月風力塔旁增設辦公廳舍後人員行政與宿舍才遷移至氣象站作業。1965年因氣象所重新升格氣象局，日月潭測候所全銜二度更改，1971年7月1日省氣象局恢復建置為中央，故改稱為中央氣象局日月潭測候所。1976年依中央氣象局附屬測站通則改稱為交通部中央氣象局日月潭氣象測站，1989年8月1日改稱為交通部中央氣象局日月潭氣象站迄今。
2018年5月28日，受到高壓沉降氣流影響，日月潭氣象站於下午1時22分，觀測到最高溫攝氏32.7度，為日月潭氣象站自日治時期建站以來所觀測到5月最高溫紀錄，第二高溫紀錄則在1991年觀測到的攝氏32.3度。

## 建築結構
日月潭氣象站建站初期僅有風力塔一座，人員及行政業務均無法在站執行，1951年12月風力塔旁增設辦公廳舍。1983年1月因應原有辦公廳舍老舊且設備增加不敷使用，故在既有辦公室下方新建兩層樓鋼筋混凝土結構建築，1985年9月原辦公廳拆除。1987年1月與魚池鄉公所合建笠頂六角涼亭一座，1999年9月21日凌晨發生芮氏規模7.3強震，將氣象站西辦公廳舍震毀，列為危樓，既有涼亭也因地震倒塌，同年即拆除危樓，而風力塔本身則未受地震影響。2000年1月啟用新建辦公廳舍。

## 編制
日月潭氣象站依據中央氣象署四等測報機構，配置有主任一人、職員三人，技工駕駛一人，以及工友一人，共六人，作業方式採輪班制。

## 觀測項目

### 地面氣象觀測
日月潭氣象站建置有地面氣象自動測報系統，每日定時實施氣壓、氣溫、風向、風速、濕度、雲、天氣現象、降水、日射、日照、能見度、蒸發量、地溫等氣象要素觀測。

### 地面氣象資料統計
將每日觀測資料統計校對後建立日期檔，供氣候資料之整理。

### 監控自動雨量測報系統
日月潭氣象站監控南投地區自動雨量站39站之運作情形與資料回傳統整。

### 地震測報
日月潭氣象站負責地震儀器之正常運作及通信線路中斷報修並提供地震測報中心發布之地震消息。

### 酸雨測定
當日雨量達3毫米時，即測定雨水之酸鹼值記錄，並回傳臺北中央氣象署本部。

### 紫外線測報
日月潭氣象站裝設自動化的紫外線測報儀，並透過網路即時將觀測數值回傳臺北中央氣象署本部。

## 圖集

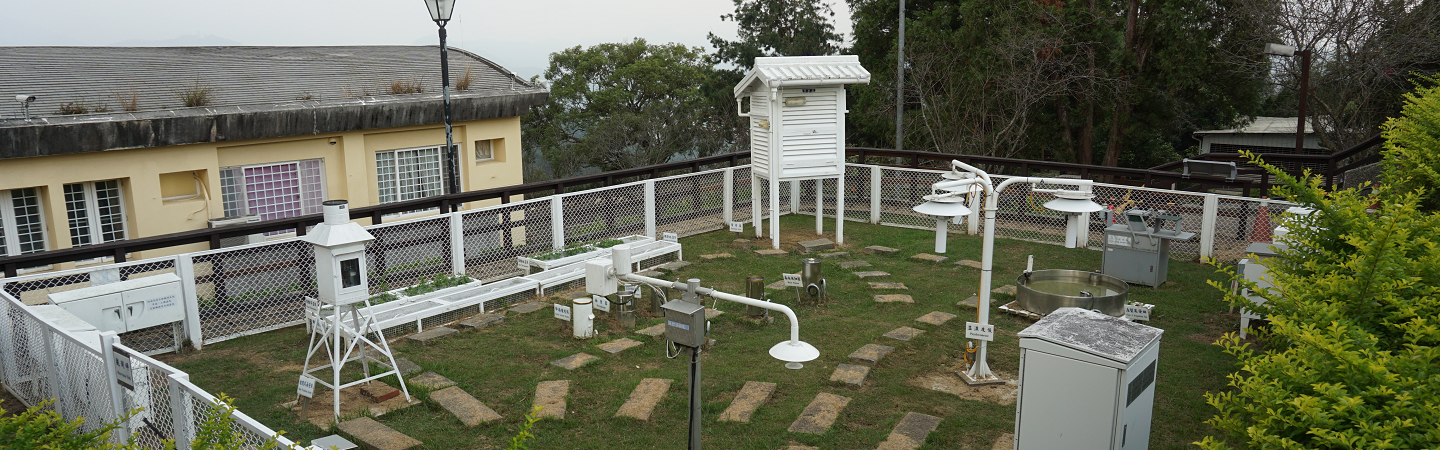
日月潭氣象站觀測坪
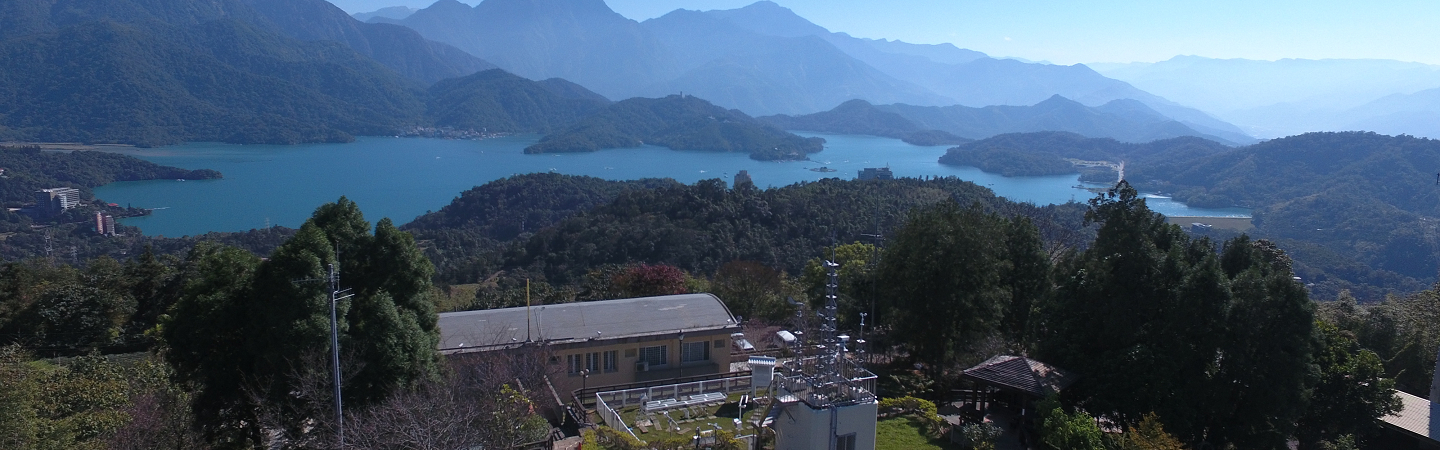
日月潭氣象站遠望日月潭

## 外部連結
- 交通部中央氣象署 日月潭氣象站 （页面存档备份，存于）